# Mathias Gnädinger
Mathias Gnädinger (* 25. März 1941 in Ramsen, Kanton Schaffhausen; † 3. April 2015 in Zürich) war ein Schweizer Schauspieler und Synchronsprecher. Er lebte in Stein am Rhein.

## Leben
Gnädinger erlernte den Beruf eines Schriftsetzers, bevor er in Zürich am Bühnenstudio seine Schauspielausbildung begann. Grossen Einfluss auf diese berufliche Neuausrichtung hatte sein Onkel, der Maler Josef Gnädinger, genannt Seppel. In der Folge arbeitete er an verschiedenen Bühnen. Das letzte feste Engagement hatte er in Berlin an der Schaubühne. Ab 1988 war er freischaffender Schauspieler.
In seiner Laufbahn wirkte er in 130 Theaterstücken und über 70 Filmen für Kino und Fernsehen mit.
Gnädinger starb am 3. April 2015 im Alter von 74 Jahren in Zürich.

## Filmografie (Auswahl)
- 1976: Die plötzliche Einsamkeit des Konrad Steiner
- 1977: Em Lehme si Letscht
- 1978: Kleine frieren auch im Sommer
- 1978: Trilogie 1848 – Der Galgensteiger
- 1980: Der Erfinder
- 1981: Das Boot ist voll
- 1983: Der Gemeindepräsident
- 1986: Du mich auch
- 1987: Der elegante Hund (Fernsehserie)
- 1988: Gekauftes Glück
- 1988: Klassezämekunft
- 1989: Die Nacht des Schleusenwarts (La nuit de l’éclusier)
- 1989: Leo Sonnyboy (auch bekannt als: Leo Sonnyboy – Vom Trauerkloss zum Herzensbrecher)
- 1989: Pestalozzis Berg
- 1990: Tatort – Howalds Fall (Fernsehreihe)
- 1990: Bingo
- 1990: Der Berg
- 1990: Tassilo – Ein Fall für sich (Fernsehserie)
- 1990: Reise der Hoffnung
- 1990: Winckelmanns Reisen
- 1992: Probefahrt ins Paradies
- 1993: Der grüne Heinrich
- 1993: Justiz
- 1994: Büvös vadász
- 1994: Joe & Marie
- 1994: Kinder der Landstrasse
- 1994: Tschäss
- 1995: Deutschlandlied
- 1996: Tresko – Der Maulwurf
- 1998: Tatort – Russisches Roulette
- 2000: Komiker
- 2000: WerAngstWolf
- 2001: Im Namen der Gerechtigkeit
- 2001: Lieber Brad
- 2001: Spital in Angst
- 2001: Tatort – Time-Out
- 2002–2007: Lüthi und Blanc (Fernsehserie)
- 2002: Big Deal
- 2002: Andreas Hofer – Die Freiheit des Adlers
- 2002: Tatort – Schlaraffenland
- 2004: Hunkeler – Das Paar im Kahn
- 2004: Sternenberg
- 2004: Hunkeler – Tod einer Ärztin
- 2004: Der Untergang
- 2005: Die Vogelpredigt oder Das Schreien der Mönche
- 2005: Steinschlag
- 2005: Ricordare Anna
- 2007: Hunkeler macht Sachen
- 2007: Marmorera
- 2009: Hunkeler und der Fall Livius
- 2010: Länger Leben
- 2011: Silberkiesel – Hunkeler tritt ab
- 2012: Hunkeler und der Fall Ödipus
- 2013–2015: Der Bestatter (Fernsehserie)
- 2015: Usfahrt Oerlike
- 2016: Der grosse Sommer[3]

## Auszeichnungen
- Zürcher Filmpreis (1985)
- Prix d’interpretation du Festival international du film comédie Vevey (1990)
- Hans Reinhart-Ring (1996)
- Prix Walo in der Sparte Schauspiel (1996)
- Schweizer Filmpreis (2003)
- Schweizer Fernsehpreis (2012), für sein Lebenswerk
- Georg-Fischer-Preis der Stadt Schaffhausen (2014), für sein Lebenswerk[2]

## Film
- Mathias Gnädinger – Die Liebe seines Lebens, schweizerischer Dokumentarfilm von Stefan Jäger (2016)